# Pětiletka nádherných pohřbů

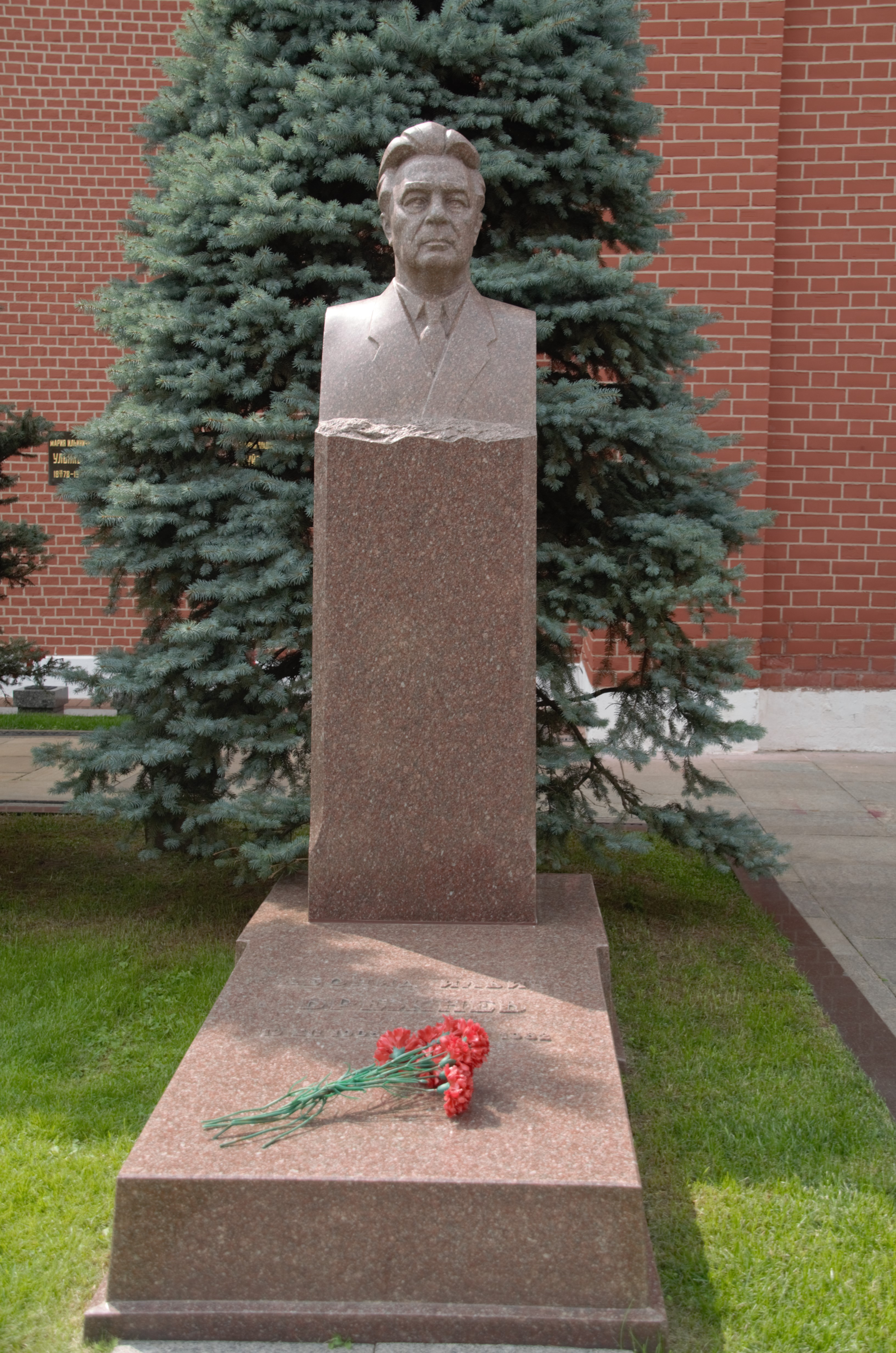
Náhrobek Leonida Brežněva u Kremelské zdi

Pětiletka nádherných pohřbů, též pětiletka pyšných pohřbů (rusky Пятилетка пышных похорон, Pjatiljetka pyšnych pochoron) je ironická aliterace používaná historiky a politiology k označení let 1980–1985, kdy vyvrcholila krize komunistického systému a projevila se mimo jiné sérií úmrtí nejvyšších představitelů SSSR. Lid tato kuriózní situace inspirovala k četným vtipům: sáhodlouhé přenosy z pohřebních ceremonií se nazývaly „nejsledovanějším televizním seriálem“ a za nový sovětský národní sport byly označeny „závody na lafetách okolo Rudého náměstí“.

## Příčiny
Leonid Iljič Brežněv po zkušenostech s vnitrostranickým bojem o moc usiloval především o stabilitu systému a příliš nedůvěřoval mladé generaci. Obklopoval se pouze svými vrstevníky, od kterých požadoval především loajalitu. Došlo tak k tomu, že na konci sedmdesátých let tvořili politbyro převážně sedmdesátníci. Životní styl, založený na služebních cestách, chození na hony a rituálních pitkách, jejich zdravotnímu stavu také neprospěl, stejně jako neustálý stres spojený s udržením pozice. Silně se projevovala jejich tělesná a duševní zchátralost, nebyli schopni srozumitelně mluvit a pohybovat se bez pomoci tělesných strážců.

## Seznam
Postupně zemřeli:
1. Alexej Nikolajevič Kosygin (18. prosince 1980), předseda vlády, tvůrce tzv. kosyginských reforem, které v šedesátých letech poměrně úspěšně zavedly do sovětské ekonomiky tržní prvky. Později byl Kosygin cynicky nazván „Veliký průkopník“.
2. Michail Andrejevič Suslov (25. ledna 1982), šéfideolog, nazývaný „šedá eminence“ a Brežněvova pravá ruka.
3. Leonid Iljič Brežněv (10. listopadu 1982), po osmnáct let generální tajemník ÚV KSSS. Trpěl aterosklerózou, od roku 1976, kdy prodělal infarkt a byl ve stavu klinické smrti, byl závislý na nembutalu. Jeho pohřeb byl mimořádně pompézní, za rakví neslo 44 důstojníků polštáře s vyznamenáními.
4. Jurij Vladimirovič Andropov (9. února 1984), generální tajemník ÚV KSSS. V roce 1983 utrpěl selhání ledvin a po zbytek funkčního období byl upoután na lůžko. Objevily se však spekulace, že byl zavražděn, protože mnoha vysokým představitelům se nezamlouval jeho stalinský styl reforem, vyžadující tvrdou disciplínu a boj proti korupci.
5. Dmitrij Fjodorovič Ustinov (20. prosince 1984), ministr obrany a hlavní postava vojenskoprůmyslového komplexu.
6. Konstantin Ustinovič Černěnko (10. března 1985), generální tajemník ÚV KSSS. Zatímco smrt energického a poměrně mladého Andropova byla překvapením, Černěnko trpěl těžkým astmatem už při nástupu do funkce. Lidově se říkalo, že „umělou ledvinu nahradil u moci kyslíkový přístroj“[3].

## Dobové fenomény
Špatný zdravotní stav vysokého funkcionáře byl přísně utajován a úmrtí bylo zpravidla oznámeno se zpožděním. Následovalo vyhlášení třídenního státního smutku, kdy byly zakázány všechny koncerty, divadelní představení a podobně. V televizi a rozhlase se vysílal pouze Chopinův Pohřební pochod. Tělo zesnulého bylo nejprve vystaveno ve Sloupovém sále Domu odborů, následně se konal okázalý pohřební obřad u Leninova mauzolea, rakev či urna byla poté uložena u Kremelské zdi (v případě Břežněva byla čestná salva tak mohutná, až vzbudila domněnku, že rakev při spouštění do hrobu spadla, podle oficiální verze však šlo o interference mikrofonu). Ve školách a továrnách se pořádaly slavnostní tryzny, delegace na pohřeb byly vysílány z celé země
Podle významných nebožtíků byla přejmenována města – např. Naberežnyje Čelny dostaly název Brežněv, z Rybinska se stal Andropov. Za Gorbačova byly sídlům vráceny původní názvy. Závěr Pětiletky pyšných pohřbů se už nesl ve znamení naprosté ztráty autority státního a stranického vedení.

## Anekdoty
- TASS oznamuje: „Buržoazní tisk napsal, že na letošních prvomájových oslav byla na tribuně místo soudruha Brežněva figurína. Je to sprostá pomluva. Ve skutečnosti tam byl tentokrát místo figuríny soudruh Brežněv osobně.“
- Brežněv na zasedání politbyra. „Navrhuji, aby byl soudruh Gromyko odvolán z funkce, protože už úplně zdětinštěl. Zrovna včera mi vzal ze stolu mého gumového oslíka a ještě ho nevrááátíííl!“
- Chlapeček pláče, proč nedávají v televizi Večerníček. Otec mu vysvětluje: „Umřel Černěnko.“ Dítě se ptá: „A ten mluvil zajíčka nebo prasátko?“
- Thatcherová se ptá Reagana, proč nebyl na Andropovově pohřbu. „Měl jsem moc práce, tak pojedu až příští rok.“
- Ivanov byl vybrán, aby za celou dílnu nesl transparent na pohřbu Černěnka. „Proč já?“ protestuje. „Už jsem nesl za Brežněva i za Andropova.“ Parťák odpovídá: „Právě proto, Ivanove, máš šťastnou ruku!“
- “Víš, co znamená GORBAČOV? Gustáve odejdi rychle! Brežněv, Andropov, Černěnko odešli včas.”
- “Víš, co znamená GORBAČOV? Generální Oprava Rozhodnutí Brežněva, Andropova, Černěnka a Ostatních Volů”
- Večerní televizní zprávy začíná hlasatel Igor Kirillov slovy: „Občané, budete se nejspíš smát, ale už zase nás postihla tragická ztráta.“
- U pokladny na nádraží si jeden člověk koupí jízdenku do Brežněva, druhý do Andropova, další ve frontě žádá lístek do Černěnka. Pokladní říká: „To musíte za roh, tam je předprodej.“